# 目黒三吉
目黒 三吉（めぐろ さんきち、1976年6月14日 - ）は、日本の漫画家、イラストレーター。愛媛県出身。A型。

## 作品リスト

### 漫画
- さんま（シュベール出版※成年コミック・絶版）
- 低俗霊DAYDREAM（少年エース（角川書店）連載、原作：奥瀬サキ）
- ぶっちゃけ？ 庭子先生（ヤングガンガン（スクウェア・エニックス）2007年vol.04 読み切り）
- どみなのド!（チャンピオンRED（秋田書店）連載中、原作：雑破業）
- どうなのっ河本さん!（コミック アース・スター連載）
- おにぎりささ（コミック アース・スター連載）
  - おにぎりちさ（コミック アース・スター連載）
- こころ オブ・ザ・デッド〜スーパー漱石大戦〜（コミックアース・スター連載、原作：夏目漱石、アメイジング翻案：架神恭介）
- そらと箒とトマトソース（WEBコミックガンマぷらす連載）
- 町人Aは悪役令嬢をどうしても救いたい 〜どぶと空と氷の姫君〜（コミック アース・スター連載、原作：一色孝太郎・Parum）

### アンソロジー
- 舞-乙HiMEアンソロジーコミック（ノーラ出版）

### 小説挿絵
- 飛鳥井全死は間違えない（元長柾木、角川書店）
- 荻浦嬢瑠璃は敗北しない（元長柾木、角川書店）
- D/dレスキュー（一条理希、集英社）
- 舞-HiME★DESTINY 龍の巫女（伊吹秀明、ホビージャパン）
  - キャラクターデザインも担当
- 万年島殺人事件――壊し屋翔子の事件帖――（舞阪洸、幻冬舎）

### ゲーム原画・キャラクターデザイン
- 東京九龍（JANIS）
- わたしのありか。（JANIS）

その他、同人アダルトゲームなどでも原画を担当した。